# دون ديتريش
دون ديتريش هو لاعب هوكي الجليد كندي، ولد في 5 أبريل 1961 في ديلورين ‏ في كندا.

## وصلات خارجية
- دون ديتريش على موقع دوري الهوكي الوطني (الإنجليزية)
- دون ديتريش على موقع قاعة مشاهير الهوكي (لاعب أن.إتش.أل) (الإنجليزية)
- دون ديتريش على موقع EliteProspects.com (الإنجليزية)
- دون ديتريش على موقع HockeyDB.com (الإنجليزية)
- دون ديتريش على موقع Hockey-Reference.com (الإنجليزية)